# Adam Ndlovu
Adam Ndlovu (né le 26 juin 1970 au Zimbabwe et décédé le 16 décembre 2012 près de Victoria Falls au Zimbabwe) est un footballeur international puis entraineur Zimbabwéen. En décembre 2012, il meurt dans un accident de voiture. Son frère, Peter Ndlovu, également international zimbabwéen, est grièvement blessé lors de l'accident.

## Biographie
Adam et deux de ses frères, Peter et Madinda Ndlovu, sont des internationaux zimbabwéens. Sa carrière en tant que joueur commença avec les Highlanders FC avant de faire plusieurs saisons avec des équipes de la Suisse. Adam Ndlovu retourne ensuite avec l'équipe avec qui il a commencé puis part finir sa carrière en Afrique du Sud. Après sa carrière, il deviendra entraineur. Le 16 décembre 2012, à l'âge de 42 ans, Adam décède lors d'un accident d'automobile près de l'Aéroport de Victoria Falls en compagnie de son frère, Peter, qui sera gravement blessé et d'une femme qui décèdera également.